# Madonnas roser
Madonnas roser er en amerikansk stumfilm fra 1918 af George D. Baker.

## Medvirkende
- Charles Bryant - Paul Granville
- Alla Nazimova - Joline
- Frank Currier
- Syn De Conde - Duclos
- Bigelow Cooper - Adrian de Roche